# Adrama ismayi
Adrama ismayi är en tvåvingeart som beskrevs av Hardy 1986. Adrama ismayi ingår i släktet Adrama och familjen borrflugor. Inga underarter finns listade i Catalogue of Life.